# Dominique Barberat
Dominique Barberat né le 8 octobre 1958 à Châtenay-Malabry (Seine) est un footballeur français qui évoluait au poste de milieu de terrain ou d'attaquant.

## Biographie
Dominique Barberat joue principalement en faveur du Stade quimpérois, de l'Olympique Alès et de l'AS Cannes.
Il dispute 55 matchs en Division 1, inscrivant trois buts, et 273 matchs en Division 2, marquant 15 buts.